# 川甘槭
川甘槭（学名：Acer yui）为槭树科槭属下的一个种。

## 扩展阅读
- 維基物種上的相關：川甘槭